# Вилијамс (Минесота)
Вилијамс (енгл. Williams) град је у америчкој савезној држави Минесота.

## Демографија
По попису из 2010. године број становника је 191, што је 19 (-9,0%) становника мање него 2000. године.
| Група             | 2000.       | 2010.       |
| Белци             | 201 (95,7%) | 181 (94,8%) |
| Афроамериканци    | 3 (1,4%)    | 2 (1,0%)    |
| Азијати           | 0 (0,0%)    | 5 (2,6%)    |
| Хиспаноамериканци | 4 (1,9%)    | 1 (0,5%)    |
| Укупно            | 210         | 191         |